# Arbatsko-Pokrovskajalinjen
Arbatsko-Pokrovskajalinjen  (russisk: Арбатско-Покровская линия, tr. Arbatsko-Pokrovskaja linija) er Moskvas metros linje , og med sine 45,1 km, den længste linje i Moskvas metrosystem. Linjeforløbet er fra øst for Moskva til nordvest gennem centrum af byen: stationen "Revolutionspladsen" er en af de nærmeste stationer Den Røde Plads og Kreml. Linjen har 22 stationer og er 45,1 km lang. I oversigter over metroen er linjen blå farve og hedder Arbatsko-Pokrovskajalinjen, Арбатско-Покровская линия. Kronologisk er Arbatsko-Pokrovskajalinjen metroens anden linje
Den østlige del af linjen (Sjtjolkovskaja - Partizanskaja) er højtliggen med én station, Izmajlovskaja, på jordniveau. Den vestlige del (Pjatnitskoje Sjosse - Slavjanskij boulevard) ligger dybt og passerer gennem den nordvestlige tunnel. To stationer, Kuntsevskaja og Mjakinino, er placeret umiddelbart under jordoverfladen. Den centrale del (Semjonovskaja - Park Pobedy) er dybtliggende undergrundsbane.
Med færdiggørelsen af afsnittet Strogino - Mitino blev Arbatsko-Pokrovskajalinjen den længste metrolinje i Moskva. Forud for dette, var den længste Serpukhovsko-Timiryazevskaya, der nu er ca. 4 km kortere end Arbatsko-Pokrovskajalinjen.
Det gennemsnitlige daglige passagertal på Arbatsko-Pokrovskajalinjen var 733.000(est. 2011).